# Ministerium für europäische Angelegenheiten der Republik Türkei

Logo

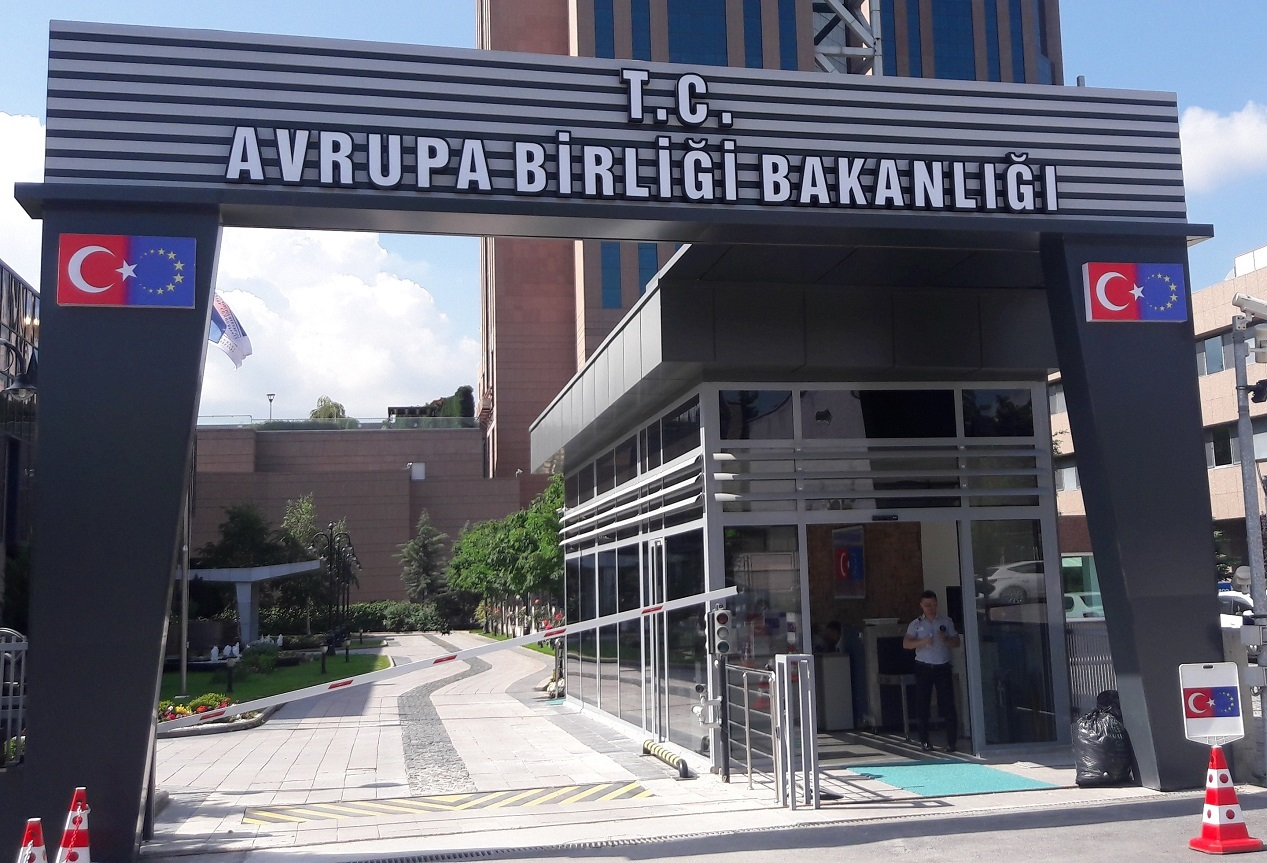
Ministerium für europäische Angelegenheiten der Republik Türkei

Das Ministerium für europäische Angelegenheiten der Republik Türkei (türkisch: Türkiye Cumhuriyeti Avrupa Birliği Bakanlığı) war ein Ministerium der Regierung der Türkei. Als Europaministerium war es vom 29. Juni 2011 bis zum 9. Juli 2018 für die Europapolitik (Europäische Union) in der Türkei zuständig. Mit dem Beginn der neuen Legislatur am 9. Juli 2018 wurde das ehemalige Ministerium in das Ministerium für auswärtige Angelegenheiten eingegliedert. Das türkische Europaministerium war zuständig für die Koordinierung der Beitrittsverhandlungen der Türkei mit der Europäischen Union und sollte die Beziehungen zwischen der Türkei und der Europäischen Union fortentwickeln. Der zuständige Minister war auch Chefunterhändler während des Beitrittsprozesses.
Der Sitz befand sich im Mustafa Kemal Bezirk, 2082. Straße Nr. 4 06510 in Bilkent in Ankara. Das jährliche Budget betrug 291.238.000 ₺ (Stand 2015).

## Organisation
Das türkische Europaministerium gliederte sich in folgende 16 Fachbereiche:
| Fachbereiche                                                  | Verwaltung                                          | Verwaltung                       |
| Fachbereiche                                                  | Person                                              | Position                         |
| ------------------------------------------------------------- | --------------------------------------------------- | -------------------------------- |
| Fachbereich für politische Angelegenheiten                    | Ege Erkoçak                                         | Geschäftsführer                  |
| Fachbereich für Beitrittspolitik                              | Elif Kurşunlu                                       | Geschäftsführer                  |
| Fachbereich für Sektorenpolitik                               | Aylin Çağlayan Özcan                                | Geschäftsführer                  |
| Fachbereich für Sozialpolitik, Regionalpolitik und Innovation | Kayhan Özüm                                         | Geschäftsführer                  |
| Fachbereich für Wirtschafts- und Finanzpolitik                | Aylin Sakızlıoğlu                                   | Geschäftsführer                  |
| Fachbereich für Binnenmarkt und Wettbewerb                    | Lale Çelik                                          | Geschäftsführer                  |
| Fachbereich für Landwirtschaft und Fischerei                  | Gökhan Aralan                                       | Geschäftsführer                  |
| Fachbereich für finanzielle Zusammenarbeit                    | Beyza Turan                                         | Geschäftsführer                  |
| Fachbereich für Zivilgesellschaft, Kommunikation und Kultur   | Anıl Turpçu                                         | Geschäftsführer                  |
| Fachbereich für Projektumsetzung                              | Bülent Özcan                                        | Geschäftsführer                  |
| Fachbereich für Europäisches Recht                            | Özlen Üstün Kavalalı                                | Geschäftsführer                  |
| Fachbereich für Übersetzung und Koordination                  | İlksen Hilâl Tanrıkurt                              | Geschäftsführer                  |
| Fachbereich für Bildung und Aufbau von Institutionen          | Osman Düzel                                         | Geschäftsführer                  |
| Fachbereich für Forschung und Dokumentation                   | Selçuk Bayraktaroğlu                                | Geschäftsführer                  |
| Fachbereich für Verwaltung                                    | Mehmet Nuri Erikel İhsan Kaan Erkman Mustafa Yılmaz | Geschäftsführer Abteilungsleiter |
| Fachbereich für Strategische Entwicklung                      | Bengül Gökcan                                       | Abteilungsleiter                 |

## Ministerliste
Seit dem 29. Juni 2011 waren verschiedene Minister tätig:
| Bild | Minister                  | Amtsantritt        | Amtsende           | Partei    | Kabinett/Regierung |
| ---- | ------------------------- | ------------------ | ------------------ | --------- | ------------------ |
|      | Egemen Bağış (1970– )     | 29. Juni 2011      | 25. Dezember 2013  | AKP       | 61.                |
|      | Mevlüt Çavuşoğlu (1968– ) | 25. Dezember 2013  | 29. August 2014    | AKP       | 61.                |
|      | Volkan Bozkır (1950– )    | 29. August 2014    | 28. August 2015    | AKP       | 62.                |
|      | Ali Haydar Konca (1950– ) | 28. August 2015    | 22. September 2015 | HDP       | 63.                |
|      | Beril Dedeoğlu (1961– )   | 22. September 2015 | 17. November 2015  | Parteilos | 63.                |
|      | Volkan Bozkır (1950– )    | 24. November 2015  | 24. Mai 2016       | AKP       | 64.                |
|      | Ömer Çelik (1968– )       | 24. Mai 2016       | 9. Juli 2018       | AKP       | 65.                |